# Лястьма
Лястьма — река в Мордовии (Россия), левый приток реки Вад (бассейн Мокши и Оки). Длина реки составляет 13 км.
Имеет левый приток — реку Пучкворня. Согласно данным топографических карт, Пучкворня берёт начало к северу от Лястьмы, течёт на северо-восток (пр. параллельно Лястьме), и её длина составляет около 8 км. Устье Пучкворни находится непосредственно перед устьем самой Лястьмы.
Какие-либо поселения на реке Лястьма отсутствуют, за исключением лесных кордонов (кордон Лястемский).

## Течение
Река протекает в Зубово-Полянском районе Мордовии по лесной и болотистой местности. Берёт начало в лесу на западе района, недалеко от границы с Рязанской областью, ближайшие поселения от истока — селения Свеженькая (к северо-западу) и Известь (к юго-западу), которые находятся примерно в 5 км от истока. На наибольшем своём протяжении течёт на востоко-северо-восток. В нижнем течении близко подходит к другой лесной реке, притоку Вада — реке Марчас, после чего меняет направление на северо-восток и затем на север. Последний отрезок русла реки идёт на север примерно параллельно руслу реки Вад, образуя, вместе с рекой Вад, болотистый полуостров.
Устье реки находится в 109 км по левому берегу реки Вад.

## Данные водного реестра
По данным государственного водного реестра России относится к Окскому бассейновому округу, водохозяйственный участок реки — Мокша от водомерного поста города Темников и до устья, без реки Цна, речной подбассейн реки — Мокша. Речной бассейн реки — Ока.
Код объекта в государственном водном реестре — 09010200412110000028357.